# Кошик для хліба
«Кошик для хліба» (англ. The Breadbasket) — короткометражний фільм американського режисера, продюсера, сценариста та актора Метью Б'янчанелло, знятий у 2002 році. Світова прем'єра стрічки відбулася 2 березня 2002 року в США.

## Сюжет
Історія чоловіка, одержимого своїм животом, який стає на шляху його кохання, його мрії і, урешті-решт, його життя.

## У ролях
- Метью Б'янчанелло — Гаррі Клі
- Сара Берковітц — Келлі
- Джо Ґіб — Могутній Джо
- Гайді Лі — Доктор Лі

## Цікаві факти
- Фільм є двадцять дев'ятим, що був відзнятий у рамках руху «Догма 95»